# Теча (приток Угры)
Теча — река в Калужской области России.
Протекает по территории Мещовского, Юхновского и Дзержинского районов. Исток — у деревни Фоминская Дача, впадает в реку Угру в 75 км от её устья по правому берегу. Длина реки составляет 52 км, площадь водосборного бассейна — 945 км².

## Данные водного реестра
По данным государственного водного реестра России относится к Окскому бассейновому округу, водохозяйственный участок реки — Угра от истока и до устья, речной подбассейн реки — Бассейны притоков Оки до впадения Мокши. Речной бассейн реки — Ока.
По данным геоинформационной системы водохозяйственного районирования территории РФ, подготовленной Федеральным агентством водных ресурсов:
- Код водного объекта в государственном водном реестре — 09010100412110000021368
- Код по гидрологической изученности (ГИ) — 110002136
- Код бассейна — 09.01.01.004
- Номер тома по ГИ — 10
- Выпуск по ГИ — 0

### Притоки (км от устья)
- 6 км: река Большой Березуй (пр)
- 23 км: река Прокудинка (Измостье, Яменка) (лв)
- 36 км: река Ольшанка (пр)